# Psaume 139 (138)

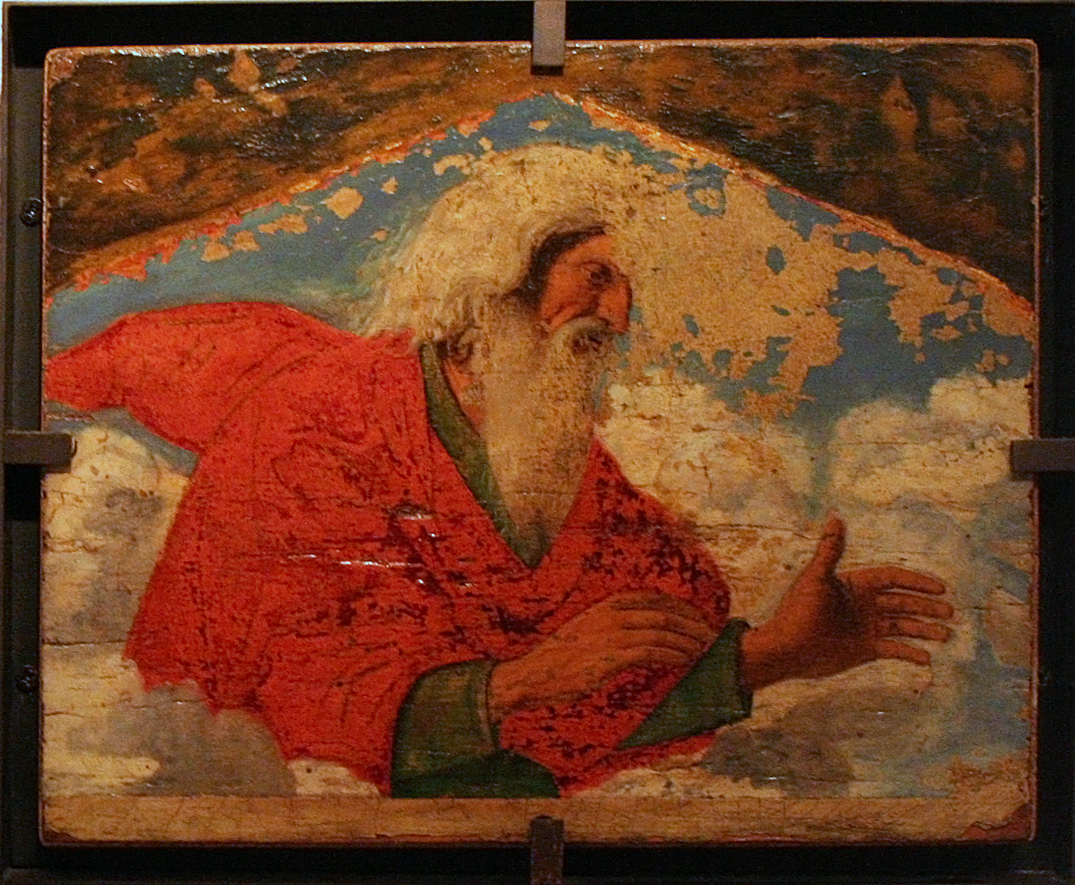
Dieu le Père, de Cima da Conegliano (1460-1518), musée Bonnat, à Bayonne, en Nouvelle-Aquitaine.

Le psaume 139 (138 selon la numérotation grecque) est attribué à David. Il est caractérisé par des images poétiques très expressives de la relation du psalmiste à Dieu, qui lui donnent un ton unique dans tout le livre des psaumes. Les aramaïsmes et la théologie élaborée inclinent à le situer tardivement dans l'histoire d'Israël.

## Texte
N.B. S’il y a conflit de numérotation des versets entre l’hébreu et le latin, c’est l’original hébreu qui prévaut et la traduction française le suit. Par contre, le latin ne se plie pas à la numérotation affichée. Les numéros de versets s'appliquent au texte latin, mais la traduction est décalée par endroits. 
| verset | original hébreu                                                   | traduction française de Louis Segond | Vulgate latine                                                                                             |
| ------ | ----------------------------------------------------------------- | --- | --- |
| 1      | לַמְנַצֵּחַ, לְדָוִד מִזְמוֹר:יְהוָה חֲקַרְתַּנִי, וַתֵּדָע                               | [Au chef des chantres. De David. Psaume.] Éternel ! tu me sondes et tu me connais,                                                                                   | [In finem David psalmus]                                                                                   |
| 2      | אַתָּה יָדַעְתָּ, שִׁבְתִּי וְקוּמִי; בַּנְתָּה לְרֵעִי, מֵרָחוֹק                            | Tu sais quand je m’assieds et quand je me lève, tu pénètres de loin ma pensée ;                                                                                      | Domine probasti me et cognovisti me tu cognovisti sessionem meam et surrectionem meam                      |
| 3      | אָרְחִי וְרִבְעִי זֵרִיתָ; וְכָל-דְּרָכַי הִסְכַּנְתָּה                                  | tu sais quand je marche et quand je me couche, et tu pénètres toutes mes voies.                                                                                      | Intellexisti cogitationes meas de longe semitam meam et funiculum meum investigasti                        |
| 4      | כִּי אֵין מִלָּה, בִּלְשׁוֹנִי; הֵן יְהוָה, יָדַעְתָּ כֻלָּהּ                             | Car la parole n’est pas sur ma langue, que déjà, ô Éternel ! tu la connais entièrement.                                                                              | Et omnes vias meas praevidisti quia non est sermo in lingua mea                                            |
| 5      | אָחוֹר וָקֶדֶם צַרְתָּנִי; וַתָּשֶׁת עָלַי כַּפֶּכָה                                    | Tu m’entoures par derrière et par devant, et tu mets ta main sur moi.                                                                                                | Ecce Domine tu cognovisti omnia novissima et antiqua tu formasti me et posuisti super me manum tuam        |
| 6      | פלאיה (פְּלִיאָה) דַעַת מִמֶּנִּי; נִשְׂגְּבָה, לֹא-אוּכַל לָהּ                         | Une science aussi merveilleuse est au-dessus de ma portée, elle est trop élevée pour que je puisse la saisir.                                                        | Mirabilis facta est scientia tua ex me confortata est non potero ad eam                                    |
| 7      | אָנָה, אֵלֵךְ מֵרוּחֶךָ; וְאָנָה, מִפָּנֶיךָ אֶבְרָח                                  | Où irais-je loin de ton esprit, et où fuirais-je loin de ta face ?                                                                                                   | Quo ibo ab spiritu tuo et quo a facie tua fugiam                                                           |
| 8      | אִם אֶסַּק שָׁמַיִם, שָׁם אָתָּה; וְאַצִּיעָה שְּׁאוֹל הִנֶּךָּ                              | Si je monte aux cieux, tu y es ; si je me couche au séjour des morts, t’y voilà.                                                                                     | Si ascendero in caelum tu illic es si descendero ad infernum ades                                          |
| 9      | אֶשָּׂא כַנְפֵי-שָׁחַר; אֶשְׁכְּנָה, בְּאַחֲרִית יָם                                    | Si je prends les ailes de l’aurore, et que j’aille habiter à l’extrémité de la mer,                                                                                  | Si sumpsero pinnas meas diluculo et habitavero in extremis maris                                           |
| 10     | גַּם-שָׁם, יָדְךָ תַנְחֵנִי; וְתֹאחֲזֵנִי יְמִינֶךָ                                   | Là aussi ta main me conduira, et ta droite me saisira. | Etenim illuc manus tua deducet me et tenebit me dextera tua                                                |
| 11     | וָאֹמַר, אַךְ-חֹשֶׁךְ יְשׁוּפֵנִי; וְלַיְלָה, אוֹר בַּעֲדֵנִי                             | Si je dis : Au moins les ténèbres me couvriront, la nuit devient lumière autour de moi ;                                                                             | Et dixi forsitan tenebrae conculcabunt me et nox inluminatio in deliciis meis                              |
| 12     | גַּם-חֹשֶׁךְ, לֹא-יַחְשִׁיךְ מִמֶּךָּ:וְלַיְלָה, כַּיּוֹם יָאִיר-- כַּחֲשֵׁיכָה, כָּאוֹרָה             | Même les ténèbres ne sont pas obscures pour toi, la nuit brille comme le jour, et les ténèbres comme la lumière.                                                     | Quia tenebrae non obscurabuntur a te et nox sicut dies inluminabitur sicut tenebrae eius ita et lumen eius |
| 13     | כִּי-אַתָּה, קָנִיתָ כִלְיֹתָי; תְּסֻכֵּנִי, בְּבֶטֶן אִמִּי                               | C’est toi qui as formé mes reins, qui m’as tissé dans le sein de ma mère.                                                                                            | Quia tu possedisti renes meos suscepisti me de utero matris meae                                           |
| 14     | אוֹדְךָ-- עַל כִּי נוֹרָאוֹת, נִפְלֵיתִי:נִפְלָאִים מַעֲשֶׂיךָ; וְנַפְשִׁי, יֹדַעַת מְאֹד         | Je te loue de ce que je suis une créature si merveilleuse. Tes œuvres sont admirables, et mon âme le reconnaît bien.                                                 | Confitebor tibi quia terribiliter magnificatus es mirabilia opera tua et anima mea cognoscit nimis         |
| 15     | לֹא-נִכְחַד עָצְמִי, מִמֶּךָּ:אֲשֶׁר-עֻשֵּׂיתִי בַסֵּתֶר; רֻקַּמְתִּי, בְּתַחְתִּיּוֹת אָרֶץ              | Mon corps n’était point caché devant toi, lorsque j’ai été fait dans un lieu secret, tissé dans les profondeurs de la terre.                                         | Non est occultatum os meum a te quod fecisti in occulto et substantia mea in inferioribus terrae           |
| 16     | גָּלְמִי, רָאוּ עֵינֶיךָ, וְעַל-סִפְרְךָ, כֻּלָּם יִכָּתֵבוּ:יָמִים יֻצָּרוּ; ולא (וְלוֹ) אֶחָד בָּהֶם | Quand je n’étais qu’une masse informe, tes yeux me voyaient ; et sur ton livre étaient tous inscrits les jours qui m’étaient destinés, avant qu’aucun d’eux existât. | Inperfectum meum viderunt oculi tui et in libro tuo omnes scribentur die formabuntur et nemo in eis        |
| 17     | וְלִי--מַה-יָּקְרוּ רֵעֶיךָ אֵל; מֶה עָצְמוּ, רָאשֵׁיהֶם                             | Que tes pensées, ô Dieu, me semblent impénétrables ! Que le nombre en est grand !                                                                                    | Mihi autem nimis honorificati sunt amici tui Deus nimis confirmati sunt principatus eorum                  |
| 18     | אֶסְפְּרֵם, מֵחוֹל יִרְבּוּן; הֱקִיצֹתִי, וְעוֹדִי עִמָּךְ                              | Si je les compte, elles sont plus nombreuses que les grains de sable. Je m’éveille, et je suis encore avec toi.                                                      | Dinumerabo eos et super harenam multiplicabuntur exsurrexi et adhuc sum tecum                              |
| 19     | אִם-תִּקְטֹל אֱלוֹהַּ רָשָׁע; וְאַנְשֵׁי דָמִים, סוּרוּ מֶנִּי                            | Ô Dieu, puisses-tu faire mourir le méchant ! Hommes de sang, éloignez-vous de moi !                                                                                  | Si occideris Deus peccatores et viri sanguinum declinate a me                                              |
| 20     | אֲשֶׁר יֹמְרוּךָ, לִמְזִמָּה; נָשׂוּא לַשָּׁוְא עָרֶיךָ                                  | Ils parlent de toi d’une manière criminelle, ils prennent ton nom pour mentir, eux, tes ennemis !                                                                    | Quia dices in cogitatione accipient in vanitate civitates tuas                                             |
| 21     | הֲלוֹא-מְשַׂנְאֶיךָ יְהוָה אֶשְׂנָא; וּבִתְקוֹמְמֶיךָ, אֶתְקוֹטָט                          | Éternel, n’aurais-je pas de la haine pour ceux qui te haïssent, du dégoût pour ceux qui s’élèvent contre toi ?                                                       | Nonne qui oderunt te Domine oderam et super inimicos tuos tabescebam                                       |
| 22     | תַּכְלִית שִׂנְאָה שְׂנֵאתִים; לְאוֹיְבִים, הָיוּ לִי                                | Je les hais d’une parfaite haine ; ils sont pour moi des ennemis. | Perfecto odio oderam illos inimici facti sunt mihi                                                         |
| 23     | חָקְרֵנִי אֵל, וְדַע לְבָבִי; בְּחָנֵנִי, וְדַע שַׂרְעַפָּי                              | Sonde-moi, ô Dieu, et connais mon cœur ! Éprouve-moi, et connais mes pensées !                                                                                       | Proba me Deus et scito cor meum interroga me et cognosce semitas meas                                      |
| 24     | וּרְאֵה, אִם-דֶּרֶךְ-עֹצֶב בִּי; וּנְחֵנִי, בְּדֶרֶךְ עוֹלָם                             | Regarde si je suis sur une mauvaise voie, et conduis-moi sur la voie de l’éternité !                                                                                 | Et vide si via iniquitatis in me est et deduc me in via aeterna                                            |

## Thème du psaume
Le thème général est celui de l'émerveillement de l'homme face à Dieu, mêlé même d'une crainte révérente. Le psaume 139 est souvent classé parmi les psaumes de sagesse, mais les versets 19 à 24 peuvent conduire à le situer parmi les supplications individuelles, à cause du thème récurrent de l'extermination des impies. On retrouve quatre thèmes : l'omniscience de Dieu, son omniprésence, sa préscience, et le jugement de Dieu. Le psaume est constitué de deux parties inégales : versets 1 à 18 pour la relation du psalmiste à Dieu, et versets 19 à 24 où le psalmiste dénonce les impies.
Dans la première partie, les versets 17 et 18 répondent aux versets 1 à 3 : tandis que Dieu pénètre les pensées du psalmiste, celui-ci ne peut faire le compte des pensées de Dieu. De même entre les versets 4 - 5 et le verset 16, toute la vie du psalmiste est embrassée de son passé prénatal à son âge adulte. Les versets 6 à 10 et 13 à 15 mettent en balance la préconnaissance du psalmiste par Dieu avec sa connaissance limitée des œuvres de Dieu pour lui. Les versets 7 à 10 montrent qu'il n'y a pas de sensation d'infériorité du psalmiste, mais une douce familiarité. Les versets 11 et 12 constituent l'acmé du psaume : l'opposition s'accentue avec les ténèbres qui deviennent lumière. De même dans la seconde partie, le jugement du méchant par Dieu versets 19 et 20 a son pendant avec la justification du psalmiste après enquête approfondie, aux versets 23 et 24. Au milieu, le psalmiste clame sa haine des ennemis de Dieu.

## Usages liturgiques

### Dans le judaïsme
Le psaume 139 est récité pendant Bereshit.

### Dans le christianisme

#### Chez les catholiques
Depuis le haut Moyen Âge, ce psaume était récité ou chanté lors de l'office de vêpres du jeudi, d'après la règle de saint Benoît, fixée vers 530. En raison de nombre de versets, il était divisé en deux, et à partir d’Et dixi : Forsitan tenebræ conculcabunt me était exécuté en tant que division. Donc, la célébration de vêpres du jeudi ne comptait que trois psaumes au lieu de quatre,.
Au regard de la liturgie des Heures actuelle, le psaume 139 est récité aux vêpres, mais du mercredi de la quatrième semaine. Dans la liturgie de la messe, il est lu ou chanté pour la fête de la saint Jean-Baptiste.

## Mise en musique
- La cantate am achten Sonntage nach Trinitatis (BWV 136), de Jean-Sébastien Bach, qui reprend le verset 23,
- Psaume 139, de Paul Blumenthal, avec les versets 23 et 24,
- Psaume 139, de Johann Nepomuk David, pour chœur mixte,
- Le 139e psaume, d'Ernst Pepping, pour chœur mixte à quatre voix et orchestre,
- 139e psaume, Franz Koglmann, pour mezzo-soprano, trompette, trombone et tuba,
- The Wings of the Morning, de David Evan Thomas, pour voix medium et piano,
- Psaume 139, de Rudi Spring, pour alto, chœur mixte et orgue,
- Psaume 139, Joseph Scrivener, pour voix medium et piano.